# سنور نمري
السنور النمري (الاسم العلمي: Pardofelis)، هو جنس ثدييات من فصيلة السنوريات. يتم تعريف هذا الجنس على أنه يشمل نوعًا واحدًا متوطنًا في جنوب شرق آسيا: السنور المعرق. هناك نوعان آخران ، كانا مصنفين سابقًا ضمن هذا الجنس ، ينتميان الآن إلى جنس سنور بوما.
تتكون كلمة pardofelis من الكلمتين اللاتينيتين، pardus pard وfelis cat في إشارة إلى بقع النوع النمطي، السنور المعرق.